# Велике Чураєво
Вели́ке Чура́єво (рос. Большое Чураево) — село у складі Кувандицького міського округу Оренбурзької області, Росія.
Стара назва — Чураєво.

## Населення
Населення — 343 особи (2010; 495 у 2002).
Національний склад (станом на 2002 рік):
- башкири — 94 %